# نيك تقديمت (تيلوكيت)
نيك تقديمت هي إحدى مشيخات المملكة المغربية، تتبع جغرافيا لإقليم أزيلال وإداريًا لتيلوكيت. يقدر عدد سكانها بـ 5938 نسمة حسب الإحصاء الرسمي للسكان والسكنى لسنة 2004.